# 甲賀市図書館
甲賀市図書館（こうかしとしょかん）は、滋賀県甲賀市が運営する公共図書館の総称。
甲賀市が管理運営する図書館には、甲賀市水口図書館、甲賀市土山図書館、甲賀市甲賀図書情報館、甲賀市甲南図書交流館、甲賀市信楽図書館の5館がある他、市内小学生や図書館遠方の住民のために移動図書館車が市内各地を巡回する。

## 利用案内
- 開館時間：午前10:00-午後6:00（甲南図書交流館のみ金曜日は午後9:00まで延長）
- 休館日：施設により異なる
- 貸出対象：甲賀市に居住・通勤・通学する者[2]
- 利用方法：甲賀市民は住所の確認できるもの、通勤・通学する者は勤務先のわかるものや学生証を提示し、利用カードを作成する。借りるときは借りたい資料と利用カードを持ってカウンターへもっていく。
- 貸出可能点数（市内5館の合計）
  - 図書・雑誌＝20点
  - 紙芝居・CD・カセットテープ＝10点
  - ビデオテープ・DVD=5点
- 貸出可能期間
  - 図書・雑誌、紙芝居・CD・カセットテープ＝3週間
  - 　ビデオテープ・DVD＝2週間
- 返却場所：図書館カウンター、返却ポスト
  - ※大型絵本・布絵本・市外の図書館から取り寄せた本の返却はカウンターのみ
- 予約、リクエスト可能。コピー可能（持ち込み本や一部の本を除く）

## 歴史
- 1909年 - 私立水口図書館が開設（水口小学校の敷地内）[3]。
- 大正初期 - 水口町にて巡回文庫を開始。
- 1928年 - 甲賀郡水口町出身の実業家、井上好三郎が水口町に図書館（旧水口図書館）を寄贈した。
- 1967年 - 水口町にて移動図書館車「へきすい号」開始。
- 1983年 - 水口町立水口図書館が現在の地に移転。
- 1993年 - 土山町立図書館が開館。
- 1996年 - 信楽町立図書館が開館。
- 2001年 - 甲賀町立図書情報館が開館。
- 2004年 - 甲南町立図書交流館が開館。甲賀市が合併し、甲賀市図書館条例が制定される。甲賀市図書館間の市内協力便を開始。
- 2009年 - 図書館システムを更新し、5館で1つのシステムとして運用開始。5館で共通の新カード発行。
- 2010年 - インターネット予約開始。
- 2013年 - 移動図書館車が市内全小学校への運行となる。甲賀市図書館キャラクター「たぬ吉・ポン子」誕生[4]。
- 2016年 - 公衆無線LANサービス開始。

## 一覧
- 甲賀市水口図書館
- 甲賀市土山図書館
- 甲賀市甲賀図書情報館
- 甲賀市甲南図書交流館
- 甲賀市信楽図書館

## 甲賀市水口図書館
甲賀市水口図書館（こうかしみなくちとしょかん）は、滋賀県甲賀市水口町にある公共図書館である。
鉄筋コンクリート造で一部2階建ての構造となっている。最寄り駅は近江鉄道水口城南駅である。

### 利用案内
- 開館時間：午前10:00-午後6:00
- 休館日：木曜日・金曜日、第3水曜日、年末年始、特別整理期間

### 歴史

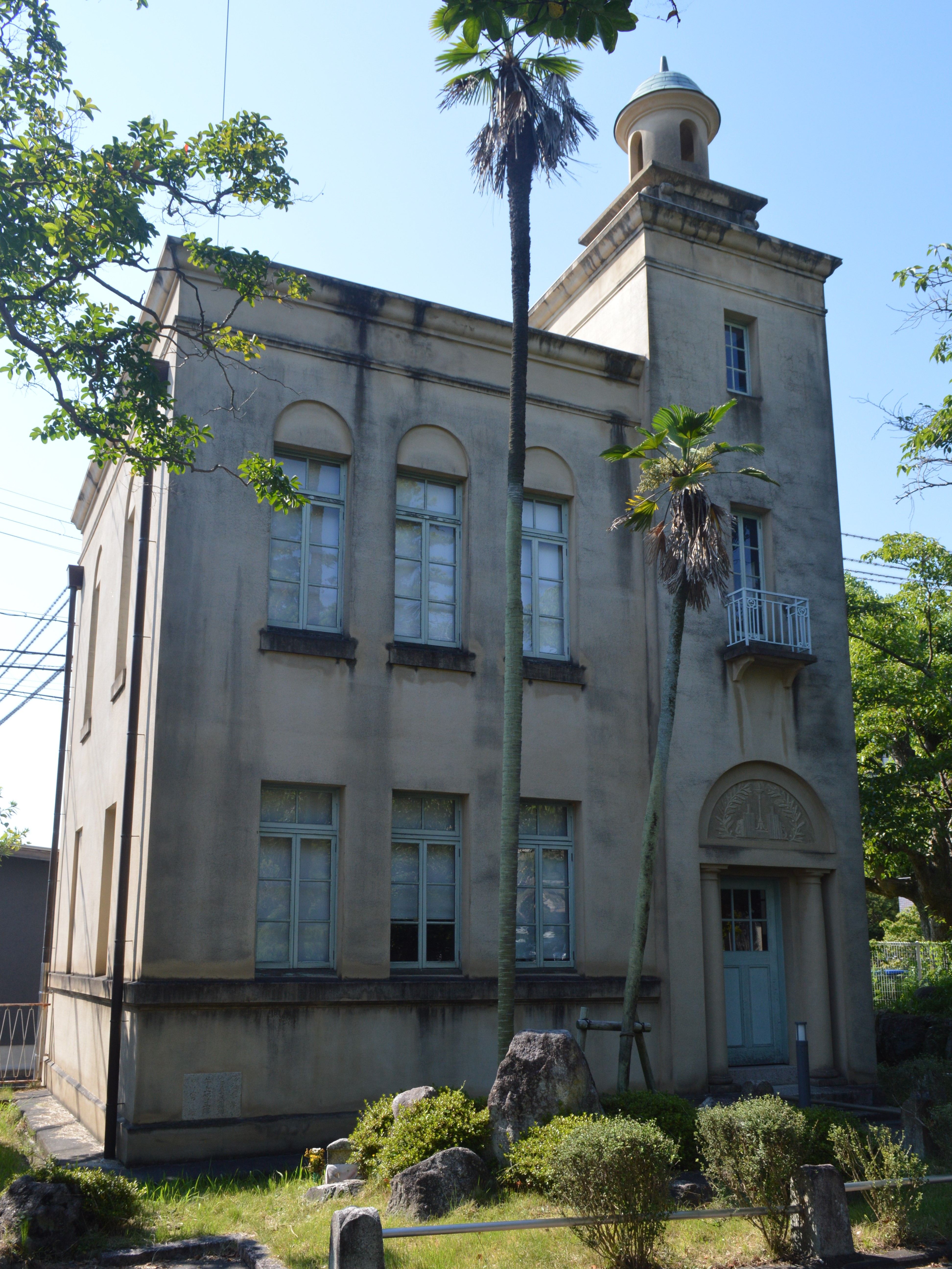
旧水口図書館

1908年（明治41年）に水口尋常小学校創立三十五周年記念式に参加した有志数名の発案で、水口町教育事業の一つとして図書館設立を決議したことから始まった。創設趣旨書を水口町出身者に頒布して広く図書の収集を行い、1909年（明治42年）2月11日に「私立水口図書館」の開館式を挙行、翌日から閲覧を開始した。校舎の一部を改造した木造平屋建てで、当時としては珍しい開架式図書館であり、本の貸し出しも行っていた。小学校付託の町図書館の形式で、学外からも利用され、水口町教育会による私営のかたちで、社会教育と学校教育の両方に貢献した。
ここでは児童文学に重点が入れられており、当時、義務教育を受けられず子守をさせられていた子どもたちに開館時間以外でも本を閲覧できるようにした。
1928年（昭和3年）に昭和天皇の即位を記念した水口小学校の整備事業の一つとして図書館の新築が企画され、甲賀郡水口町出身の実業家、井上好三郎の寄付により、独立した建物として図書館（現在の旧水口図書館）が建設された。以降は経営管理が水口町に移管され、正式に町立水口図書館となった。。設計はウィリアム・メレル・ヴォーリズであり、建築面積は52m2、鉄筋コンクリート造2階建てである。
1970年（昭和45年）に水口町本丸に新築された水口中央公民館の2階に図書館機能が移転。1983年（昭和58年）に現在の水口町水口に町立水口図書館・町立歴史民俗資料館として新築移転した。2004年（平成16年）10月に甲賀市合併により名称が「甲賀市水口図書館」となった。

### 特徴
- 水口町にまつわる巖谷一六、巖谷小波の資料を多数所蔵[3][9]。
- 水口歴史民俗資料館との複合施設。
- 江戸時代の貴重な古書、古文書を多数所蔵。

## 甲賀市土山図書館
甲賀市土山図書館（こうかしつちやまとしょかん）は、滋賀県甲賀市土山町にある公共図書館である。
鉄骨コンクリート造で一部2階建て（中2階）の構造となっている。

### 利用案内
- 開館時間：午前10:00-午後6:00
- 休館日：月曜日・火曜日、第4金曜日、年末年始、特別整理期間

### 歴史
- 1991年 - 土山町文化の回廊整備事業検討委員会合同会議にて図書館と歴史民俗資料館の整備を検討した[3]。
- 1992年 - 土山町立図書館開設準備室を設置した。その後、あいの丘文化施設検討委員会にて施設の規模・機能等の検討がされた。起工式を実施した。
- 1993年 - 工事が完了した。土山町立図書館の設置および管理に関する条例が制定され、土山町立図書館が開館した。

### 特徴
- 脇本陣を現代風にした外観と内装[3][9]。
- 土山歴史民俗資料館との複合施設。
- お茶や街道の資料が多数あり。

## 甲賀市甲賀図書情報館
甲賀市甲賀図書情報館（こうかしこうかとしょじょうほうかん）は、滋賀県甲賀市甲賀町にある公共図書館である。
鉄筋コンクリート平屋建、一部鉄骨建の構造となっている。最寄り駅はJR草津線油日駅である。

### 利用案内
- 開館時間：午前10:00-午後6:00
- 休館日：木曜日・金曜日、第4水曜日、年末年始、特別整理期間

### 歴史
- 1992年 - 社会教育委員会から甲賀町長に「図書館建設について建議」が提出された[3]。その後、図書情報センター基本構想（素案）を作成した。
- 1997年 - 実施設計が完了した。
- 1998年 - 図書情報センター開設準備室を設置した。
- 1999年 - 起工式を実施した。
- 2000年 - 工事が完了した。甲賀町立図書情報館設置等に関する条例を制定した。
- 2001年 - 甲賀町立図書情報館が開館した。

### 特徴
- ユニバーサルデザインを考慮した設計[3][9]。
- コンピュータ研修室を備えている。
- 公園の中で見晴らしがよく、ゆっくりくつろげるような設計。

## 甲賀市甲南図書交流館
甲賀市甲南図書交流館（こうかしこうなんとしょこうりゅうかん）は、滋賀県甲賀市甲南町深川にある公共図書館である。
鉄骨造一部2階建の構造となっている。最寄り駅はJR草津線甲南駅である。

### 利用案内
- 開館時間：午前10:00-午後6:00（金曜日は午後9:00まで）
- 休館日：月曜日・火曜日、第4水曜日、年末年始、特別整理期間

### 歴史
- 1999年 - 甲南町立図書館建設検討委員会が設置された[3]。
- 2001年 - 甲南町図書館開設準備室を設置した。
- 2002年 - 甲南町図書館開設準備委員会を設置した。（仮称）甲南町立図書館基本計画書を策定した。
- 2003年 - 実施設計が完了した。建築工事を起工した。
- 2004年 - 工事が完了した。甲南町立図書交流館設置条例を制定した。甲南町立図書交流館が開館した。

### 特徴
- 高さを抑え、周囲の街並みに溶け込む景観にしている[3]。
- 親しみが感じられ、明るく開放的で人にやさしい施設。
- 太陽光発電、空調システム、自然採光など、地球環境に配慮した施設。

## 甲賀市信楽図書館
甲賀市信楽図書館（こうかししがらきとしょかん）は、滋賀県甲賀市信楽町にある公共図書館である。
鉄筋コンクリート増平屋建（一部地下）の構造となっている。最寄り駅は信楽高原鐵道信楽駅である。

### 利用案内
- 開館時間：午前10:00-午後6:00
- 休館日：月曜日・火曜日、第4木曜日、年末年始、特別整理期間

### 歴史
- 1985年 - 信楽町草の根文庫自主連絡会より陳情書（信楽町立図書館建設について）が提出された[3]。
- 1987年 - 第6回図書館小委員会にて図書館建設構想が提出され、信楽町議会にて信楽町図書館整備に関する基金条例が制定された。
- 1989年 - 第1回図書館基本構想策定委員会が開催された。
- 1990年 - 図書館基本構想策定委員会から「（仮称）信楽町立図書館基本構想」が提案された。
- 1994年 - 公民館図書館に図書館開設準備開設準備室を併設。
- 1996年 - 本体の建築工事が完了した。信楽町立図書館が開館した。

### 特徴
- 信楽焼を随所に用いた意匠[3][9]。
- 白木のグランドピアノを置き、定例のピアノコンサートを開催。
- 日頃の文化活動の発表の場として市民ギャラリーを使用。
- 陶芸資料の特別収集コーナーがある。

## キャラクター
甲賀市図書館のキャラクターとして「たぬ吉」と「ポン子」がおり、その他のキャラクターとして「コン太」「もふみ」「師匠」「とび尾」がいる。